# Drosophila scopata
Drosophila scopata este o specie de muște din genul Drosophila, familia Drosophilidae, descrisă de Bock în anul 1976. Conform Catalogue of Life specia Drosophila scopata nu are subspecii cunoscute.